# Spirit Lake (Iowa)
Spirit Lake es una ciudad ubicada en el condado de Dickinson en el estado estadounidense de Iowa. En el Censo de 2010 tenía una población de 81 habitantes y una densidad poblacional de 46,89 personas por km².

## Geografía
Spirit Lake se encuentra ubicada en las coordenadas 42°4′18″N 90°25′55″O / 42.07167, -90.43194. Según la Oficina del Censo de los Estados Unidos, Spirit Lake tiene una superficie total de 1.73 km², de la cual 1.73 km² corresponden a tierra firme y (0%) 0 km² es agua.

## Demografía
Según el censo de 2010, había 4,840 personas residiendo en Spirit Lake. La densidad de población era de 46,89 hab./km². De los 4,840 habitantes, Spirit Lake estaba compuesto por el 100% blancos, el 0% eran afroamericanos, el 0% eran amerindios, el 0% eran asiáticos, el 0% eran isleños del Pacífico, el 0% eran de otras razas y el 0% pertenecían a dos o más razas. Del total de la población el 2.47% eran hispanos o latinos de cualquier raza.